# 완월동
완월동(琓月洞)은 대한민국 경상남도 창원시 마산합포구에 있는 행정동 및 법정동이다. 무학산 산록에 위치하며, 푸른 숲 속에는 완월폭포가 있고, 동네의 중심으로 장군천이 흐르며, 이웃에는 중앙동과 자산동이 자리를 잡고 있다. 고려 말 합포를 지키기 위해 싸우다 전사한 장장군묘소와 도지정문화재인 천주교 마산성요셉성당이 있다.

## 개요
본래 합포현의 지역으로 완월이라 한데서 비롯된다. 조선 태종 때에는 창원부에 편입되었고, 1910년 마산부제 실시에 따라 마산부의 서면에 소속되었다가 1914년 행정구역 통폐합에 의해 일부는 용정(慂町)과  도정(道町)으로 되고, 나머지와 신월리 일부를 병합하여 완월동, 장군동 4, 5가를 합쳐 완월동회로 되었다. 마산고등학교를 비롯한 중, 고등학교가 이곳에 집중하고 있으며, 취락은 중앙동, 월남동 등 격자사의 가로와는 달리, 무학산의 산록선을 따라 발달한 자연부락의 성격을 띠고 있다. 동의 동쪽, 장군천에는 고려말 왜구가 침입했을 때 왜구와 홀로 싸우다 전사한 장장군묘가 있다.

## 법정동
- 완월동
- 장군동4가
- 장군동5가

## 교육
- 월성초등학교
- 완월초등학교
- 성지여자중학교
- 마산고등학교
- 마산여자고등학교
- 성지여자고등학교

## 교통
- 중앙로
- 무학로
- 고운로